# The Lego Ninjago Movie
The Lego Ninjago Movie är en datoranimerad äventyrsfilm från 2017, regisserad av Charlie Bean, Paul Fisher och Bob Logan.
Filmen hade biopremiär i Sverige den 22 september 2017.

## Handling
För att rädda staden Ninjago måste den unge ninjan Lloyd samarbeta med sina vänner – ett gäng som i hemlighet både är ninjakrigare och skickliga Lego-byggare. Under ledning av kung fu-mästaren Wu tar de upp kampen mot den onde krigsherren Garmadon, som råkar vara den mest fruktade skurken av alla.